# Europaväg 6
Der Europaväg 6 (schwedisch für ‚Europastraße 6‘) ist als Teilabschnitt der Europastraße 6 (Trelleborg–Kirkenes) eine Autobahnstrecke in Schweden. Er verläuft entlang der Westküste des Landes und verbindet unter anderem die Großstädte Göteborg und Malmö.

## Geschichte
Im Zuge der Trassenuntersuchung wurde das Gräberfeld von Döserygg beim Dorf Södra Håslöv entdeckt.
Nach anhaltend starkem Regen kam es in der Nacht vom 20. auf den 21. Dezember 2006 bei Munkedal zu einem Erdrutsch, der die Straße auf einer Strecke von etwa 400 m einbrechen ließ. Bei dem Unglück wurden 28 Menschen verletzt. Die Straße blieb auf dem Teilstück zwei Monate gesperrt, das über schlechte oder sehr lange Alternativstraßen umfahren werden musste.
In der Nacht zum 23. September 2023 kam es bei Stenungsund nördlich von Göteborg erneut zu einem schweren Erdrutsch. Die Strecke wird für etliche Monate unterbrochen sein.

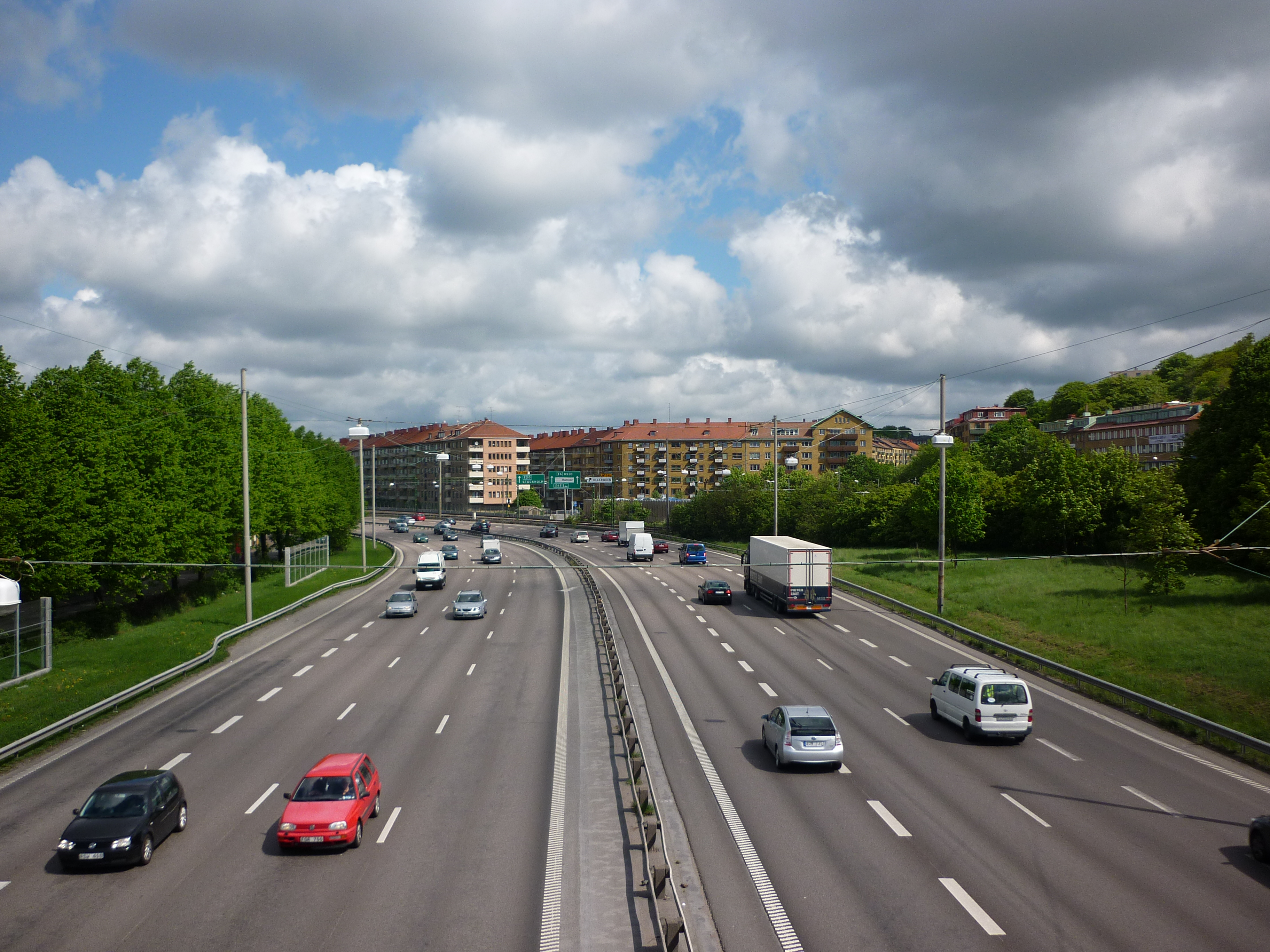
E6 in Göteborg
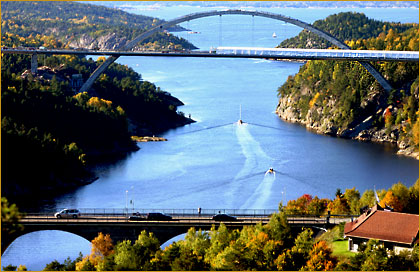
Svinesundbrücke (Grenze zwischen Schweden und Norwegen)